# Jericho-Seilbahn
| Jericho-Seilbahn - تلفريك أريحا         | Jericho-Seilbahn - تلفريك أريحا        |
| --------------------------------------- | -------------------------------------- |
| Seilbahn über Mauern aus der Bronzezeit |                                        |
| Standort:                               | Jericho, Palästina                     |
| Bauart:                                 | Einseilumlaufbahn mit Gruppengondeln   |
| Baujahr:                                | 1999                                   |
| Berg:                                   | Berg der Versuchung                    |
| Talstation:                             | Jericho −230 m                         |
| Höhendifferenz:                         | 180 m                                  |
| Bergstation:                            | Kloster Qarantal −50 m                 |
| Streckenlänge:                          | 1330 m                                 |
| Fahrdauer:                              | 5 min                                  |
| Anzahl der Gondeln:                     | 12 (4 Gruppen mit je 3 Kabinen) Stk.   |
| Anzahl der Stützen:                     | 7 Stk.                                 |
| Kapazität:                              | 8 Pers./Gondel, 625 Pers./Stunde       |
| Hersteller:                             | Girak-Garaventa                        |
| Betreiber:                              | Sultan Telepherique and Tourist Centre |
| Website:                                | www.jericho-cablecar.com               |

Die Jericho-Seilbahn (arabisch تلفريك أريحا, DMG Tilifrīk Arīḥā, englisch Jericho Cable car) ist eine Luftseilbahn, die seit 1999 von Jericho auf den Berg der Versuchung zum dortigen Kloster Qarantal führt. Die Bahn liegt komplett unter dem Meeresniveau.

## Geschichte
Nachdem sich das Standardtouristenprogramm von Gruppenreisen in Jericho auf einen kurzen Besuch der Ausgrabungen am Tell es-Sultan beschränkte, beschloss die palästinensische Autonomiebehörde 1997 anlässlich des Millenniums, eine Seilbahn auf den westlich der Stadt befindlichen Berg der Versuchung mit dem griechisch-orthodoxen Kloster Qarantal zu errichten. Finanziert wurde dies vom palästinensischen Geschäftsmann Marwan Sinokrot, der dafür die Firma Sultan Telepherique and Tourist Centre gründete. 1998 bis 1999 wurde eine Einseilumlaufbahn der österreichischen Firma Girak-Garaventa für 21 Mio. öS gebaut. Sie sollte auch ein touristischer Gegenpol zu Massada werden, wo zur gleichen Zeit ebenfalls die zweite Seilbahn gebaut wurde. Kurz nach der Eröffnung brach jedoch die Zweite Intifada aus, weshalb der Betrieb für längere Zeit wieder eingestellt wurde. Dann wurde die Bahn eher von palästinensischen Besuchern benutzt. In den letzten Jahren hat sich der Tourismus wieder erholt, und immer mehr ausländische Besucher nutzen die Bahn. Nicht zufrieden mit der Errichtung der Bahn ist der letzte Mönch des Klosters, Vater Gerasimus, der auch nicht in die Planung einbezogen wurde.

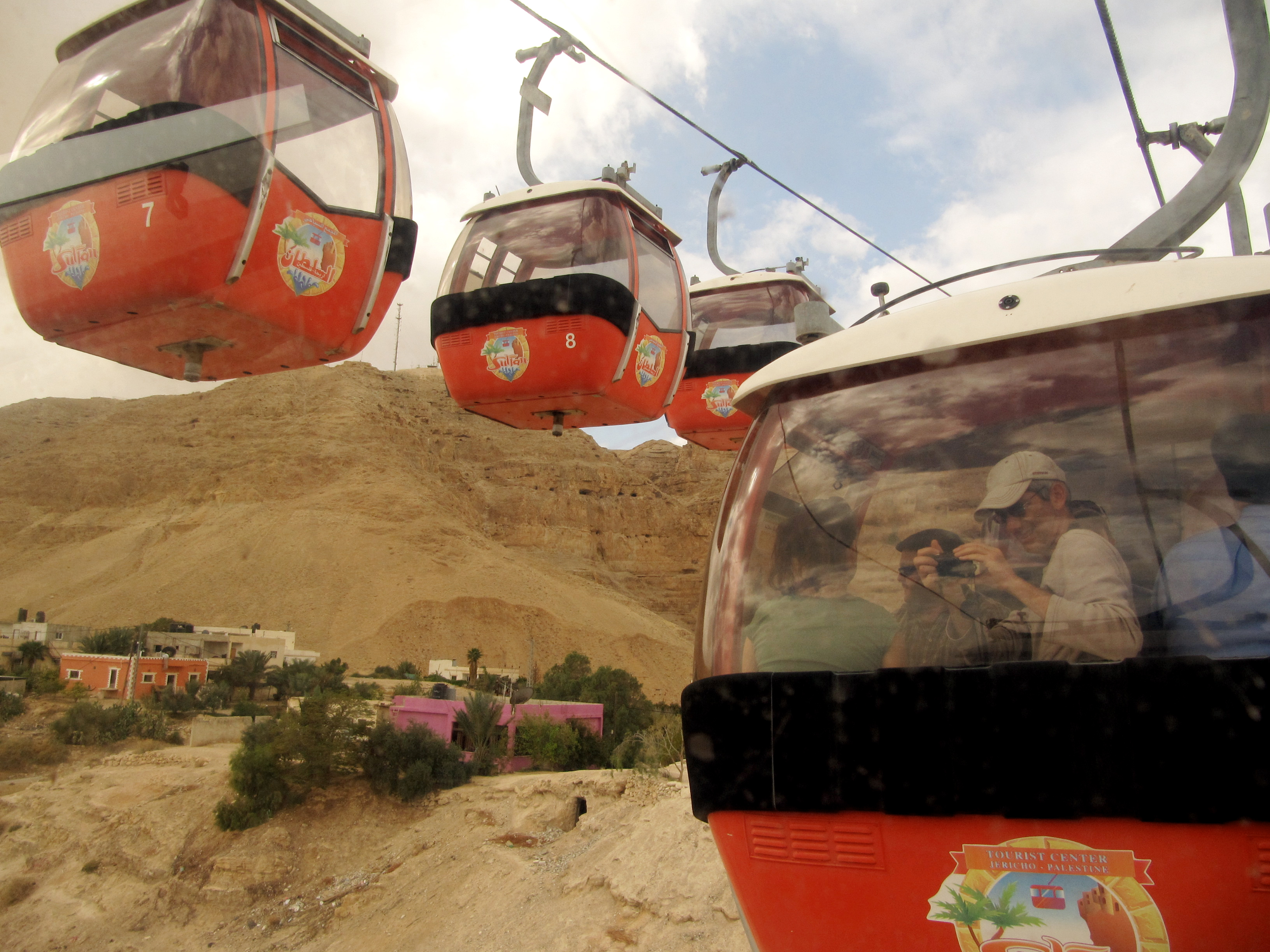
„Fotopause“ in der Mitte der Strecke

## Strecke
Die Gruppenseilbahn mit zwölf 8-Personen-Gondeln in vier Gruppen führt über 1330 m von der Talstation auf die Höhe des Klosters Qarantal auf −50 m hinauf. Sie passiert die Eliasquelle (oder Sultanquelle) und führt über das Ausgrabungsgelände von Tell es-Sultan, das auf einer Seehöhe von −230 m liegt, hinweg. Die Jericho-Seilbahn ist die längste Seilbahn unter dem Meeresspiegel. Dies ist der Fall, obwohl die Masadabahn einen größeren Höhenunterschied bewältigt, weil die Strecke nicht am Fuß des Berges beginnt, sondern zuerst mit mehreren hohen Stützen über den Ausgrabungshügel und das anschließende Tal führt.
Da die nicht kuppelbare Bahn zum Ein- und Aussteigen angehalten werden muss, stoppen jeweils zwei Gondelgruppen währenddessen hoch über dem Tal.

## Infrastruktur
Neben der Talstation befindet sich ein Touristenzentrum mit Restaurant und einem Veranstaltungssaal. Auf der Bergstation gibt es ein Kaffeehaus mit Terrasse. Eine Gondel ist für die Benutzung mit einem Rollstuhl eingerichtet.

## Zwischenfall
Am 3. März 2015 fing eine Gondel während Dreharbeiten zu einer Fernsehserie Feuer. Ein bekannter Schauspieler wurde für die als Scherz gedachte und mit versteckter Kamera gefilmte Szene zu einer Fahrt mit der Seilbahn eingeladen. Während der Fahrt wurde die Bahn angehalten und dem nicht eingeweihten Schauspieler per Mobiltelefon ein Stromausfall vorgegaukelt. Gleichzeitig zündete das Filmteam an der Kabine angebrachte Feuerwerkskörper, um den Schauspieler zu erschrecken und seine Reaktion zu filmen. Dadurch geriet jedoch die Gondel versehentlich in Brand. Die Insassen konnten sich nur durch ein waghalsiges Klettermanöver auf eine benachbarte Seilbahnstütze retten.